# آدم ماريوت
آدم ماريوت (بالإنجليزية: Adam Marriott)‏ هو لاعب كرة قدم بريطاني في مركز الهجوم، ولد في 14 أبريل 1991 في Brandon, Suffolk ‏ في المملكة المتحدة. لعب مع ستيفيناغ بوروه وكامبريدج يونايتد ونادي كامبريدج ستي.

## وصلات خارجية
- آدم ماريوت على موقع قاعدة بيانات كرة القدم.إي يو (الإنجليزية)
- آدم ماريوت على موقع Soccerbase.com (لاعب) (الإنجليزية)
- آدم ماريوت على موقع Soccerway.com (الإنجليزية)